# Fundulus rathbuni
 Fundulus rathbuni és una espècie de peix de la família dels fundúlids i de l'ordre dels ciprinodontiformes.

## Morfologia
Els mascles poden assolir els 8 cm de longitud total.

## Distribució geogràfica
Es troba a Nord-amèrica: Estats Units.